# Strade Bianche
Strade Bianche, dříve známý jako Monte Paschi Eroica (2007–2008) a Montepaschi Strade Bianche (2009–2011), je jednorázový silniční závod s cílem v toskánském městě Siena. Závod byl poprvé pořádán v říjnu 2007 jako podnik kategorie 1.1 UCI Europe Tour. Od roku 2008 byl přesunut na začátek března a stal se součástí evropské klasikářské sezóny. Závod bývá někdy označován jako „šestý monument”.
Start je ve městě San Gimignano a finiš je po 200 km na náměstí Piazza del Campo v Sieně. Na trase závodu se nachází 10 šotolinových úseku o celkové délce 45 km. Od roku 2015 se koná ve stejný den i 103 km dlouhý závod žen.

## Seznam vítězů
| Rok  | Země               | Jezdec               | Tým                     |
| ---- | ------------------ | -------------------- | ----------------------- |
| 2007 | Rusko              | Alexandr Kolobněv    | Team CSC                |
| 2008 | Švýcarsko          | Fabian Cancellara    | Team CSC                |
| 2009 | Švédsko            | Thomas Löfkvist      | Team Columbia–High Road |
| 2010 | Kazachstán         | Maxim Iglinskij      | Astana                  |
| 2011 | Belgie             | Philippe Gilbert     | Omega Pharma–Lotto      |
| 2012 | Švýcarsko          | Fabian Cancellara    | RadioShack–Nissan       |
| 2013 | Itálie             | Moreno Moser         | Cannondale              |
| 2014 | Polsko             | Michał Kwiatkowski   | Omega Pharma–Quick-Step |
| 2015 | Česko              | Zdeněk Štybar        | Etixx–Quick-Step        |
| 2016 | Švýcarsko          | Fabian Cancellara    | Trek–Segafredo          |
| 2017 | Polsko             | Michał Kwiatkowski   | Team Sky                |
| 2018 | Belgie             | Tiesj Benoot         | Lotto–Soudal            |
| 2019 | Francie            | Julian Alaphilippe   | Deceuninck–Quick-Step   |
| 2020 | Belgie             | Wout van Aert        | Team Jumbo–Visma        |
| 2021 | Nizozemsko         | Mathieu van der Poel | Alpecin–Fenix           |
| 2022 | Slovinsko          | Tadej Pogačar        | UAE Team Emirates       |
| 2023 | Spojené království | Tom Pidcock          | Ineos Grenadiers        |
| 2024 | Slovinsko          | Tadej Pogačar        | UAE Team Emirates       |
| 2025 | Slovinsko          | Tadej Pogačar        | UAE Team Emirates XRG   |

### Vícenásobní vítězové
| Vítězství | Jezdec                   | Ročníky          |
| --------- | ------------------------ | ---------------- |
| 3         | Fabian Cancellara (SUI)  | 2008, 2012, 2016 |
| 3         | Tadej Pogačar (SLO)      | 2022, 2024, 2025 |
| 2         | Michał Kwiatkowski (POL) | 2014, 2017       |

### Vítězové dle zemi
| Vítězství | Země                                                                        |
| --------- | --------------------------------------------------------------------------- |
| 3         | Belgie Slovinsko Švýcarsko                                                  |
| 2         | Polsko                                                                      |
| 1         | Česko Francie Itálie Kazachstán Nizozemsko Rusko Spojené království Švédsko |